# Simorhinella
Simorhinella (en griego "pequeña nariz de pug") es un género extinto de terápsido terocéfalo que vivió durante el Pérmico Superior de Sudáfrica. Es conocido a partir de una única especie, Simorhinella baini, nombrada por el paleontólogo sudafricano Robert Broom en 1915. Broom lo denominó basándose en un único fósil recolectado por el Museo de Historia Natural de Londres en 1878 que incluye el cráneo y mandíbulas por delante de las órbitas oculares. Su cráneo es inusual por ser sumamente corto y con un hocico alto, a diferencia de los hocicos largos y bajos de muchos otros terocéfalos. Debido a lo peculiar de su cráneo, la clasificación de Simorhinella dentro de Therocephalia es incierta.